# فانيسا هايدن
فانيسا هايدن (بالإنجليزية: Vanessa Hayden)‏ مواليد 5 يونيو 1982 في أورلاندو، هي لاعبة كرة سلة أمريكية معتزلة. بدأت مسيرتها الاحترافية في سنة 2004. تم اختيارها من قبل فريق مينيسوتا لينكس خلال الدرافت. لعبت في دوري الاتحاد الوطني لكرة السلة النسائية كلاعب وسط. وحملت الرقم 55. يبلغ طولها 6 قدم 4 بوصة (1.9 م). لعبت كرة السلة الجامعية في جامعة فلوريدا. اعتزلت اللعب في 2009.

## روابط خارجية
- فانيسا هايدن على موقع الاتحاد الوطني لكرة السلة النسائية (الإنجليزية)
- فانيسا هايدن على موقع كرة السلة الأوروبية.كوم (الإنجليزية)
- فانيسا هايدن على موقع كلية كرة السلة في سبورتس رفرنس.كوم (الإنجليزية)
- فانيسا هايدن على موقع بروبوليرز (الإنجليزية)
- فانيسا هايدن على موقع سبورتس رفرنس (الإنجليزية)